# 150145 Uvic
150145 Uvic este un asteroid din centura principală de asteroizi.

## Descriere
150145 Uvic este un asteroid din centura principală de asteroizi. A fost descoperit pe 23 ianuarie 1996 la Dominion Astrophysical Observatory de David D. Balam. Asteroidul prezintă o orbită caracterizată de o semiaxă mare de 3,10 ua, o excentricitate de 0,17 și o înclinație de 6,1° în raport cu ecliptica.